# 朗斯 (埃诺省)
朗斯（法語：Lens，法語發音：[lɑ̃s] ⓘ）是比利时瓦隆大区埃諾省蒙斯區的一个市镇，通行法语，是比利时法语社群的一部分，人口4,508人（2018年1月1日）。